# Perigea leucanioides
Perigea leucanioides là một loài bướm đêm trong họ Noctuidae.